# Anastasija Babović
Anastasija Babović (født 13. december 2000 i Podgorica, Montenegro) er en montenegrinsk håndboldspiller, som spiller for ŽRK Budućnost og Montenegros håndboldlandshold.
Hun blev udtaget til landstræner Bojana Popović' trup ved VM i kvindehåndbold 2021 i Spanien, hvor det montenegrinske hold blev nummer 22.